# 芬特明
芬特明（英語：Phentermine，由phenyl-tertiary-butylamine中幾個加了底線的文字所組成，是種苯基叔丁胺），在市場上有多個商品名稱，包括Ionamin和Sentis。這是一種伴隨飲食和運動，用於治療肥胖症的藥物。使用者透過口服方式服用，一次的療程需要幾週，之後其減肥效用就會減弱。也可服用名為芬特明/托吡酯的複方製劑（托吡酯是一種用來治療癲癇和預防偏頭痛的藥物，也用於治療酒精依賴和原發性震顫。
服用芬特明的常見副作用包括心跳加速、血壓升高、睡眠困難、頭暈和煩躁。嚴重的副作用有物質濫用，但不包括肺高壓（或稱瓣膜性心臟病）。肺高壓是由氟苯丙胺/芬特明複方製劑（簡稱為fen-phen）中的氟苯丙胺（fenfluramine，有抑制食慾的作用）成分所引起。不建議個體在懷孕期間或進行母乳哺育時使用芬特明，也不建議個體與選擇性5-羥色胺再攝取抑制劑（SSRI）或單胺氧化酶抑制劑（MAO）一起使用。芬特明主要是種食慾抑制劑，可能是因具有中樞神經系統興奮劑的作用而發揮效果。從化學角度來說，芬特明是一種苯丙胺衍生物（苯丙胺又稱安非他命）。芬特明的分子式為C
10H
15N
芬特明於1959年在美國得到批准，用於醫療用途。市面已有許多通用名藥物流通。它在美國於2020年最常使用的處方藥中排名第181，開立的處方箋超過300萬張。此藥物於2000年從英國市場撤出。而氟苯丙胺/芬特明複方製劑（fen-phen）則於1997年從市場撤出，原因是其中的氟苯丙胺會導致血清素升高，刺激心臟瓣膜上的血清素受體，導致瓣膜閉鎖不全，最終發生原發性肺高壓。

## 醫療用途
當個體運動量不足及未減少熱量攝取時，或在採取運動及減少熱量攝取之外，可透過短期服用芬特明來達到減肥的效果。
受核准使用芬特明的療程最常可達12週，而大部分體重減輕發生在第一週。在前六個月可看到顯著的減重效果，並有證據顯示會以較慢的速度持續減重到第九個月。

## 用藥禁忌
不建議有下列狀況的個體使用芬特明：
- 有物質濫用病史者
- 對擬交感神經藥過敏者
- 正在服用單胺氧化酶抑制劑，或在過去14天內服用過者
- 患有心血管疾病、甲狀腺機能亢進症或是青光眼者
- 已懷孕、計劃懷孕或正在進行母乳哺育者。

## 不良作用
通常會出現藥物耐受性，但發生物質依賴和成癮的風險被認為可予忽略。服用芬特明的人可能會發生駕車或操作機器能力受影響的情況。於服用芬特明時飲酒可能會產生不良影響。
目前尚無證據顯示芬特明對孕婦是否會產生安全上的問題。
其他不良作用還包括：
- 對心血管系統影響，如心悸、心跳過速、高血壓、心前區疼痛，也有罕見的中風、心絞痛、心肌梗塞、心臟衰竭和心搏停止病例報告。
- 對中樞神經系統影響，如感官過度負荷（英语：Sensory overload）、煩躁、緊張、失眠、震顫、頭暈和頭痛，有罕見的欣快感，隨後會出現疲勞和憂鬱的報告，有更為罕見的精神病發作和幻覺報告出現。
- 對胃腸道影響，包括噁心、嘔吐、口乾、痙攣、惡劣的口氣、腹瀉和便秘。
- 其他副作用包括排尿困難、皮疹、陽痿、性慾改變和臉部腫脹。

## 與其他藥物交互作用
芬特明可能會降低可樂定、甲基多巴和瓜尼丁等藥物（三者均與降低血壓有關聯）的作用。治療甲狀腺機能低下症的藥物可能會增強芬特明的作用。

## 作用機制
芬特明的藥效學與其母體化合物苯丙胺（安非他命）有些相似之處，兩者都是TAAR1激動劑（TAAR1為一種特殊蛋白質，可探測到一種叫做"痕量胺"的信號分子，這些信號分子存於一些食物和身體内，可影響身體的多種功能，比如消化、情绪和睡眠），其中單胺類神經元中TAAR1經活化後，會流出或釋放到突觸中。在臨床相關劑量下，芬特明主要充當神經元中的單胺釋放劑（但屬於較小的程度），它也會將多巴胺和血清素釋放進入突觸。芬特明也能觸發囊泡單胺轉運蛋白 2（VMAT2）的釋放，這是苯丙胺衍生物常見的作用。芬特明治療肥胖的主要機制是減少飢餓感，飢餓感是主要透過下視丘內的幾個核（特別是外側下視丘、弓狀核和下視丘腹內側核）介導的認知過程。在大腦外部，芬特明會釋放正腎上腺素和腎上腺素，導致脂肪細胞將儲存的脂肪分解。

## 歷史
芬特明於1959年首次獲得美國食品藥物管理局（FDA）批准作為食慾抑制藥物。有鹽酸鹽（膠囊或藥丸）和樹脂（軟膠囊）兩種形式的製劑。
芬特明與氟苯丙胺共同組成複方製劑（"fen-phen"），供使用者抑制食慾和燃燒脂肪之用。 由於在1997年有24件en-phen使用者出現心臟瓣膜疾病案例，氟苯丙胺應FDA的要求自願退出市場。後來的研究顯示服用氟苯丙胺長達24個月的使用者中，有近30%會出現瓣膜異常。
芬特明在大多數國家（包括美國在內）仍可單獨使用。但由於它與苯丙胺相似，因此在許多國家被列為受管制物質。 芬特明是國際上《精神藥物公約》中所列的第四類藥物（參見精神藥物公約#Schedule IV，Stimulants中的phentermine）。美國《受管制物質法案》將其列為附表IV受管制物質（參見受管制物質法案#附表 IV，表示濫用可能性較低），而苯丙胺製劑被列為附表II受管制物質（表示"極有可能被濫用"）。
一家名為Vivus的小型製藥公司開發一種複方製劑芬特明/托吡酯，最初的商標名為Qnexa，後來改稱Qsymia，此藥物的發明者為Thomas Najarian，他於2001年在加利福尼亞州洛斯奧索斯開設一家減重診所，將此複方製劑作仿單標示外使用。 Najarian先前曾在一家名為Interneuron Pharmaceuticals的藥廠工作，而Interneuron Pharmaceuticals藥廠曾開發一種前述已遭撤回的fen-phen藥物。FDA因擔心Qsymia的安全性，於2010年拒絕核准此複方製劑，但Vivus藥廠提供進一步安全資料而重新申請後，於2012年獲得FDA的許可。有位治療肥胖專家估計當時其同事中約有70%早已透過仿單標示外使用方式提供予求診者使用。

## 化學
芬特明是一種苯丙胺衍生物，在苯丙胺上定位符上存在一個甲基。它是甲基苯丙胺和其他甲基苯丙胺類的結構異構。

## 名稱
芬特明是種胺類的合成物（苯基叔丁胺）。
此藥物在全球以多種品牌和配方銷售，包括Acxion、Adipex、Adipex-P、Duromine、Elvenir、Fastin、Ionamin、Lomaira（鹽酸芬特明）、Panbesy、Qsymia（芬特明/托吡酯）、Razin、Redusa、 Sentis、Suprenza ，和Terfamex。

## 外部連結
- . Drug Information Portal. U.S. National Library of Medicine.   [2024-01-03]. （原始内容存档于2019-06-28）.
- . International Programme on Chemical Safety (IPCS). the World Health Organization (WHO).   [2024-01-03]. （原始内容存档于2006-04-05）.

Template:Monoamine releasing agents
Template:Phenethylamines